# Prophetenkuchen

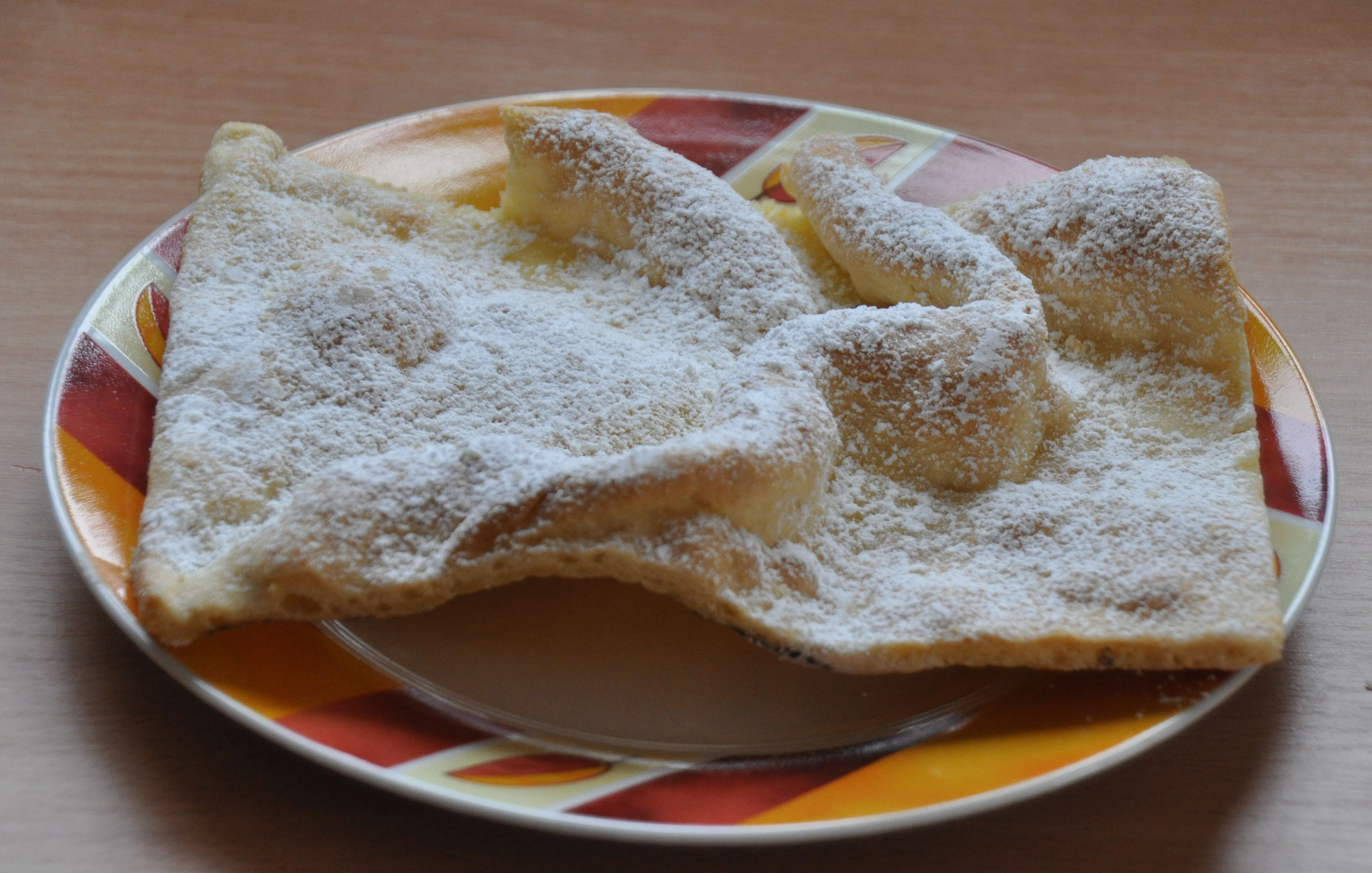
Prophetenkuchen – Thüringer Spezialität

Prophetenkuchen (Huckelkuchen, Thüringer Platz, Aufläufer, Platzkuchen und Fettpfützenkuchen) ist eine Thüringer Spezialität.
Dieser Kuchen ist ein mit Butter und Puderzucker überzogener Blechkuchen, bestehend nur aus einer dünnen, ungelockerten Teigschicht, die sich beim Backen in den typischen Huckeln hochstellt oder aufwirft. Er kann je nach Herkunft eine knusprige, keksähnliche Beschaffenheit oder auch einen weicheren Biss haben. Der Teig besteht aus Eiern, Zucker, flüssigem Fett, einer Spirituose (meist Rum) und Mehl. Durch den hohen Eigehalt erinnert er geschmacklich stark an Biskuit oder Wiener Boden.
Das erste bekannte Rezept des Prophetenkuchen stammt aus Lübeck. Es wird im Kochbuch des Druckers Johann Balhorn mit dem Titel Kökerye aus dem Jahr 1570 beschrieben: „Ein Propheten Koke - Nym Eyer unde weten Meel / make dar Deech van / rulle en dünne / bestryck en mith Safferane unde Meybottern / lath en den ghar backen ym Auen.“ Das in der Frührenaissance gedruckte Buch bleibt dem Geist der mittelalterlichen Küche verpflichtet. Im Mittelalter wird der Prophetenkuchen überregional bekannt gewesen sein.
Im Kochbuch Lehren und Erfahrungen für ein junges Frauenzimmer der Magdeburgerin Johanna Katharina Morgenstern aus dem Jahr 1786 ist ein Rezept für den Prophetenkuchen zu finden.
Der Kuchen wird auch im späten 18. Jahrhundert bei Johann Christoph Adelung erwähnt: „in einigen Gegenden, z. B. in Meißen und Thüringen, eine Art großer sehr dünner und hart gebackener Kuchen, von Mehl, Milch, Eyern und Butter, welche auf der Oberfläche gemeiniglich aufgelaufen sind. Der Grund der Benennung ist unbekannt.“
Da der Kuchen im Ofen Blasen wirft, also Huckel, Hügel bzw. Berge bildet, könnte das Sprichwort: „Wenn der Prophet nicht zum Berg kommt, kommt der Berg zum Propheten“ im Zusammenhang stehen. Da das Sprichwort aus dem arabischen Raum stammt, könnte dies ein Hinweis auf Ursprung des Rezepts und des dazugehörenden Namens sein.